# Satz von Qvist

Satz von Qvist über endliche Ovale

Der Satz von Qvist, benannt nach dem finnischen Mathematiker Bertil Qvist, macht eine Aussage über Ovale in einer endlichen projektiven Ebene. Standardbeispiele von Ovalen sind die nicht ausgearteten (projektiven) Kegelschnitte. Der Satz gibt an, wie viele Tangenten an ein vorgegebenes Oval durch einen gegebenen Punkt gehen können. Die Antwort hängt wesentlich davon ab, ob die Ordnung (Anzahl der Punkte auf einer Gerade -1) der projektiven Ebene gerade oder ungerade ist. Der Satz bietet im pappusschen Fall gerader Ordnung über den Begriff Hyperoval eine einfache Möglichkeit, Ovale anzugeben, die keine Kegelschnitte sind. (Im pappusschen Fall ungerader Ordnung sind alle Ovale schon Kegelschnitte (Satz von Segre).)

## Definition eines Ovals
- Eine Menge {\displaystyle {\mathfrak {o}}} von Punkten in einer projektiven Ebene heißt Oval, wenn

(1) Eine beliebige Gerade {\displaystyle g} trifft {\displaystyle {\mathfrak {o}}} in höchstens 2 Punkten.
 Falls {\displaystyle |g\cap {\mathfrak {o}}|=0} ist, heißt {\displaystyle g} Passante, falls {\displaystyle |g\cap {\mathfrak {o}}|=1} ist, heißt {\displaystyle g} Tangente und falls {\displaystyle |g\cap {\mathfrak {o}}|=2} ist, heißt {\displaystyle g} Sekante.
(2) Zu jedem Punkt {\displaystyle P\in {\mathfrak {o}}} gibt es genau eine Tangente {\displaystyle t}, d. h. {\displaystyle t\cap {\mathfrak {o}}=\{P\}}.
Für endliche projektive Ebenen (d. h. die Punktmenge und Geradenmenge sind endlich) gilt
- In einer projektiven Ebene der Ordnung {\displaystyle n} (d. h. jede Gerade enthält {\displaystyle n+1} Punkte) ist eine Menge {\displaystyle {\mathfrak {o}}} genau dann ein Oval, wenn {\displaystyle |{\mathfrak {o}}|=n+1} ist und keine drei Punkte von {\displaystyle {\mathfrak {o}}} kollinear (auf einer Gerade) liegen.

## Aussage und Beweis des Satzes von Qvist

Satz von Qvist: Zum Beweis im Fall n ungerade

Satz von Qvist: zum Beweis im Fall n gerade

Satz von Qvist
{\displaystyle {\mathfrak {o}}} sei ein Oval in einer endlichen projektiven Ebene der Ordnung {\displaystyle n}.
(a) Falls {\displaystyle n} ungerade ist, gilt:
Jeder Punkt {\displaystyle P\notin {\mathfrak {o}}} inzidiert mit {\displaystyle 0} oder {\displaystyle 2} Tangenten.
(b) Falls {\displaystyle n} gerade ist, gilt:
Es gibt einen Punkt {\displaystyle N}, den Nukleus oder Knoten, so, dass die Menge der Tangenten an {\displaystyle {\mathfrak {o}}} gleich dem Geradenbüschel von {\displaystyle N} ist.
Beweis
(a) Es sei {\displaystyle P\in {\mathfrak {o}}} und {\displaystyle t_{0}} die Tangente in {\displaystyle P_{0}} und {\displaystyle t_{0}=\{P_{0},P_{1},...,P_{n}\}}. Die Geraden durch {\displaystyle P_{i},i\neq 0} zerlegen {\displaystyle {\mathfrak {o}}} in Teilmengen der Mächtigkeit 2 oder 1 oder 0. Da {\displaystyle |{\mathfrak {o}}|=n+1} gerade ist, gibt es durch jeden Punkt {\displaystyle P_{i},i\neq 0} eine weitere Tangente {\displaystyle t_{i}}. Die Anzahl der Tangenten ist {\displaystyle n+1}. Also gehen durch {\displaystyle P_{i},i\neq 0,\;} genau zwei Tangenten, nämlich {\displaystyle t_{0}} und {\displaystyle t_{i}}.
(b) Es sei {\displaystyle s} eine Sekante, {\displaystyle s\cap {\mathfrak {o}}=\{P_{0},P_{1}\}} und {\displaystyle s=\{P_{0},P_{1},...,P_{n}\}}. Da {\displaystyle |{\mathfrak {o}}|=n+1} ungerade ist, muss es durch {\displaystyle P_{i}} für {\displaystyle i=2,...,n} wenigstens eine Tangente {\displaystyle t_{i}} geben. Die Anzahl der Tangenten ist {\displaystyle n+1}. Also geht durch jeden Punkt {\displaystyle P_{i}} für {\displaystyle i=2,...,n} genau eine Tangente. Ist {\displaystyle N} der Schnittpunkt zweier Tangenten, so kann {\displaystyle N} mit keiner Sekanten inzidieren. Wegen {\displaystyle |{\mathfrak {o}}|=n+1} ist jede Gerade durch den Punkt {\displaystyle N} eine Tangente.
Beispiel pappussche Ebene gerader Ordnung
In inhomogenen Koordinaten über einem Körper {\displaystyle K,|K|=n} gerade, ist
{\displaystyle {\mathfrak {o}}_{1}=\{(x,y)\;|\;y=x^{2}\}\;\cup \{(\infty )\}}
(projektiver Abschluss der Normparabel) ein Oval mit dem Fernpunkt {\displaystyle N=(0)} als Nukleus (s. Bild unten), d. h. jede Gerade {\displaystyle y=c,\;c\in K\;,} ist Tangente. (Das Quadrieren ist im geraden Fall eine Bijektion !)

## Definition und Eigenschaft eines Hyperovals
- Ist {\displaystyle {\mathfrak {o}}} ein Oval in einer endlichen projektiven Ebene gerader Ordnung {\displaystyle n}, so besitzt {\displaystyle {\mathfrak {o}}} einen Knoten {\displaystyle N}.

Man nennt die Punktmenge {\displaystyle {\mathfrak {\bar {o}}}:={\mathfrak {o}}\cup \{N\}} ein Hyperoval oder (n+2)-Bogen. (Ein endliches Oval ist ein (n+1)-Bogen).
Eine wesentliche Eigenschaft eines Hyperovals ist
- Ist {\displaystyle {\mathfrak {\bar {o}}}} ein Hyperoval und {\displaystyle R\in {\mathfrak {\bar {o}}}}, so ist {\displaystyle {\mathfrak {\bar {o}}}\setminus \{R\}} ein Oval.

Projektiver Kegelschnitt

Diese Eigenschaft bietet eine einfache Möglichkeit zu einem Oval weitere Ovale anzugeben.
Beispiel
In der projektiven Ebene über dem Körper {\displaystyle K,|K|=n} gerade und {\displaystyle n>4}, ist
{\displaystyle {\mathfrak {o}}_{1}=\{(x,y)\;|\;y=x^{2}\}\;\cup \{(\infty )\}} ein Oval (Kegelschnitt) (s. Bild),
{\displaystyle {\mathfrak {\bar {o}}}_{1}=\{(x,y)\;|\;y=x^{2}\}\;\cup \{(0),(\infty )\}} ein Hyperoval und
{\displaystyle {\mathfrak {o}}_{2}=\{(x,y)\;|\;y=x^{2}\}\;\cup \{(0)\}} ein weiteres Oval, das kein Kegelschnitt ist. (Ein Kegelschnitt ist durch 5 Punkte eindeutig bestimmt !)